# Psicopedagogia
La psicopedagogia nota anche con il nome di "psicologia dell'educazione" (educational psychology), rappresenta un'area della psicologia che studia i risvolti psicologici riferiti ai processi educativi. Da qualche tempo l'attenzione della psicologia si è rivolta in modo particolare all'educazione e questo perché la stessa pedagogia, un tempo intesa come filosofia dell'educazione, col tempo ha subito anch'essa radicali mutamenti, risentendo del nuovo clima, sia scientifico che sociale, dei nostri tempi.

## Descrizione
La psicopedagogia nasce agli inizi del XX secolo grazie all'opera dei comportamentisti, come Edward Lee Thorndike, operante negli Stati Uniti, e Édouard Claparède, pedagogista svizzero di matrice funzionalista; sulla scia delle prime ricerche effettuate da questi pionieri della psicologia sono andate a svilupparsi nuove e interessanti teorie psicologiche finalizzate all'apprendimento, come il culturalismo di Jerome Bruner, l'epistemologia genetica di Jean Piaget, interessato in modo specifico allo sviluppo psichico del bambino e la cosiddetta "zona di sviluppo prossimale" attribuita a Vygotskij.
Lo psicopedagogista si interessa delle possibili migliorie apportabili alle condizioni scolastiche in modo da adattarle il più possibile ai bisogni degli allievi e si preoccupa di mettere a punto metodi di insegnamento e di apprendimento più efficaci, soprattutto grazie alle basi poste dalla learning theory, che ha dato vita a tre importanti ambiti di ricerca: l'addestramento militare, l'istruzione programmata e la tassonomia degli obiettivi didattici.
Di recente alcuni psicopedagogisti si sono specializzati nella gestione della classe, aiutando gli insegnanti a sviluppare abilità sia psicologiche sia sociali che permettono di creare un ambiente scolastico sereno e produttivo. 
Altri studiosi (fra i quali, Andrea Canevaro, Paolo Zanelli, Vittorio Severi, Giampietro Lippi, che si rifanno, direttamente o indirettamente, alla pedagogia istituzionale) hanno posto particolare attenzione all'organizzazione del contesto educativo, elaborando anche specifici strumenti per la sua organizzazione (strumenti organizzatori del contesto educativo), fra i quali lo sfondo integratore, che si è diffuso in Italia, soprattutto, nell'ambito dei nidi e delle scuole d'infanzia. Le istituzioni dell'educazione formale devono tener conto dei principi della psicopedagogia nella stesura del progetto educativo.
Recentemente la psicopedagogia ha anche sviluppato una dimensione clinica esplicitata della Metodologia della Diagnosi funzionale: una procedura psicodiagnostica mirata alla valutazione delle componenti psichiche e comportamentali generalmente impiegata nella Scuola per indagare sulle influenze dei contesti famigliari sulle prestazioni accademiche, e per misurare le gravità delle situazioni di grave disabilità e disagio socio-relazionale. Oggi la psicopedagogia si occupa anche del ciclo di vita della terza età.
| Controllo di autorità | Thesaurus BNCF 18008 |